# Granaataanval op Yeonpyeong

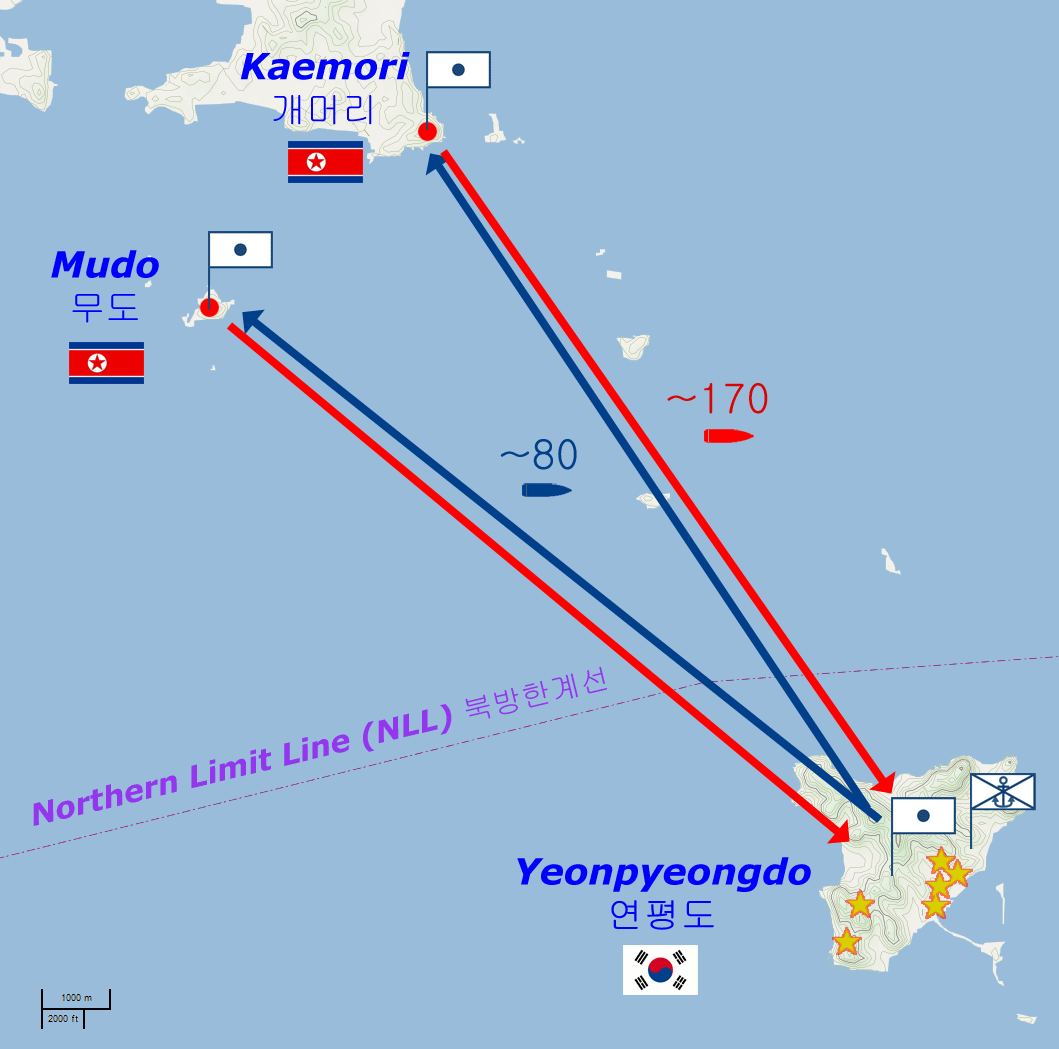
Baan van de granaten

De granaataanval op Yeonpyeong begon op 23 november 2010 om 14.34 uur lokale tijd toen het Noord-Koreaanse leger granaten afvuurde op het Zuid-Koreaanse eiland Yeonpyeong.
De aanval volgde op een periode van relatieve rust tussen Noord- en Zuid-Korea. Na de Noord-Koreaanse aanval op de korvet Cheonan op 26 maart 2010, waarbij dit schip zonk en 46 mensen om het leven kwamen, was dit het eerste incident in ruim een half jaar.
De Zuid-Koreaanse marine hield oefeningen in het gebied. Hierbij zou zijn geschoten, maar dit zou niet in vijandige richting zijn geweest. Er wordt over gespeculeerd dat deze granaataanval een uiting was van machtsvertoon van de net aangetreden legerleider Kim Jong-un. Hij zou hiermee zijn machtspositie willen verstevigen.

## Verkennend onderzoek door Internationaal Strafhof
De aanklager bij het Internationaal Strafhof besloot op 6 december 2010 een verkennend onderzoek in te stellen naar de vraag of deze aanval, alsook de aanval van 26 maart 2010 op het Zuid-Koreaanse schip, aanleiding gaf tot een officieel strafrechtelijk onderzoek. Op 23 juni 2014 werd besloten dat er geen strafrechtelijk onderzoek zou komen, omdat volgens de aanklager er "in deze fase" niet voldoende bewijs aanwezig was dat de aanval opzettelijk op burgerlijke doelen gericht was of verwacht kon worden dat de gevolgen voor burgers duidelijk excessief zouden zijn in verhouding tot het te verwachten militaire voordeel.